# Bernardino Ubaldini della Carda
Bernardino Ubaldini della Carda   (Apecchio, 1389 (Gregorià) - Ferrara, setembre 1437)  va ser un condoller italià, comte d'Apecchio i senyor de Casteldurante i Vespolate.

## Biografia
Fill del capità mercenari Ottaviano Ubaldini (que va conquerir Apecchio a Città di Castello el 1410), era ciutadà de Gubbio i conegut pel seu coratge, tant que la República de Florència li va donar el sobrenom de "Magnífic".
Bernardino Ubaldini també va ser capità mercenari i va servir a les companyies de Montefeltro.
Les batalles en què va participar inclouen:
- 1424 la batalla de Zagonara.
- El 1427 la batalla de Sommo (o Castelsecco) i el Maclodio, on les tropes del duc de Milà Filippo Maria Visconti van ser derrotades.[2]
- 1430 la batalla de Serchio

Entre les batalles en què va participar, la batalla de San Romano, que va tenir lloc l'1 de juny de 1432 entre la República de Siena (per la qual va lluitar Ubaldini), la República de Florència i els seus respectius aliats, és particularment recordada, sobretot per la famosa pintura que Paolo Uccello li va dedicar.
El 1437 va emmalaltir greument a la fortalesa de Stellata i va morir el 29 de maig a Ferrara, on havia estat portat.

## Descendència
Segons algunes fonts, és el pare biològic de Federico da Montefeltro, el segon duc d'Urbino, nascut el 1422. Bernardino es va casar amb Aura da Montefeltro, la filla biològica de Guidantonio, el 25 d'agost de 1420, qui va fer legitimar Federico com a fill de la seva aventura extramatrimonial.

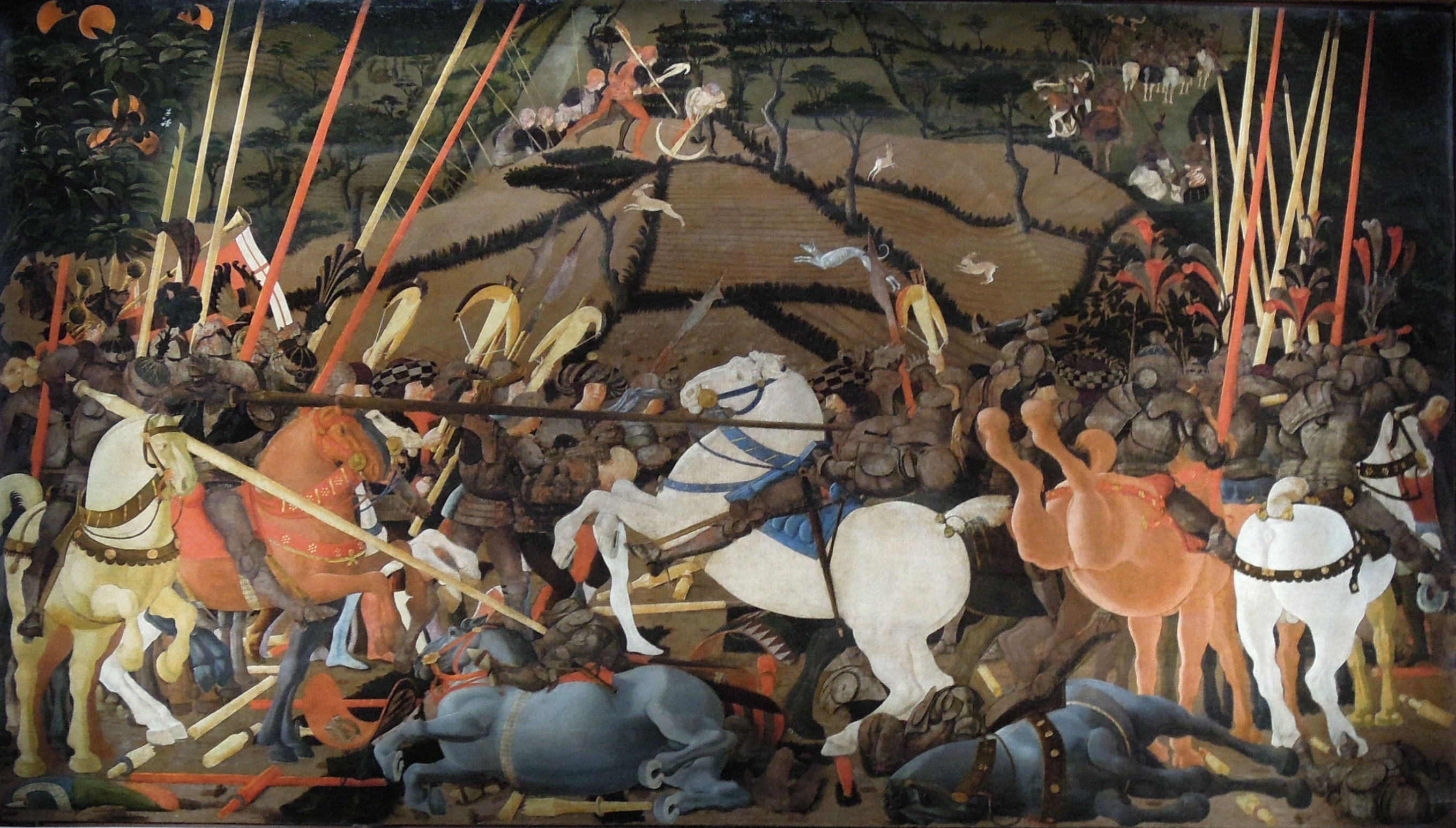
La derrota de Bernardino della Carda, panell de la batalla de San Romano de Paolo Uccello, Uffizi, Florència

El 1423, la seva esposa Aura va donar a llum Ottaviano Ubaldini, també líder mercenari i col·laborador de Federico, qui, després de la seva mort, el va nomenar tutor del seu fill Guidobaldo i regent del Ducat d'Urbino.

## Batalla de San Romano (1432)
Bernardino va participar en la famosa batalla de San Romano, que va tenir lloc l'1 de juny de 1432 entre les forces sieneses liderades per ell i els florentins victoriosos. La derrota de Bernardino va ser immortalitzada en la famosa pintura del mateix nom de Paolo Uccello.